# Gustaw Paszkiewicz
Gustaw Paszkiewicz, poljski general, * 20. marec 1892, † 27. februar 1955, Varšava.